# Herbert Eisenschenk
Herbert Eisenschenk (* 5. Februar 1960 in Wien) ist ein österreichischer Dokumentarfilmer und Buchautor. Er lebt in Wien.

## Leben
Eisenschenk ist geboren und aufgewachsen in Wien. In seiner Kindheit hat er lange Zeit auf einem Bergbauernhof in der Steiermark verbracht. Eine musikalische Prägung erfolgte durch den vierjährigen Aufenthalt bei den Wiener Sängerknaben.
Eisenschenk studierte in Wien Psychologie, Indologie und Musikwissenschaften. Das Studium der Musiktheaterregie an der Universität für darstellende Kunst in Wien schloss er mit Auszeichnung ab.
Seit 1988 ist Eisenschenk als Film- und TV-Regisseur tätig. 2017 erschien sein erstes Buch.
Herbert Eisenschenk ist ausgebildeter Mediator und für Kunst- und Kulturinstitutionen tätig.

## Arbeitsweise

### Arbeit als Filmemacher
Schwerpunkt der filmischen Arbeit von Eisenschenk ist die Dokumentation. 2003 gründete er in Wien die Filmproduktionsfirma Vermeer-Film.

### Inhalte und Vorbilder
Im Fokus seiner Filme stehen Themen aus dem Kunstbereich mit den Schwerpunkten Musik und bildende Kunst sowie Fragen zu Lebensalternativen und Gesellschaftsutopien. Im Laufe der letzten zehn Jahre rückte die Thematik Wirkung von Musik und Klang verstärkt in das Zentrum seiner Arbeiten (Die Filme Eros, Tod und die Musik, Aus der Stille - Die Heilkraft der Klänge und  Das dunkle Geheimnis des Herrn Paganini befassen sich explizit mit diesem Thema).
Als Vorbilder für seine eigene Arbeit nennt Eisenschenk die Filme von Werner Herzog (Gesualdo, Wo die grünen Ameisen träumen), Wim Wenders’ Spielfilm Lisbon Story und Andrej Tarkowski.

## Werk
Schwerpunkt der filmischen und künstlerischen Arbeit von Eisenschenk sind Betrachtungen zu Kunst und Kultur. So hat er u. a. Künstlerporträts über Persönlichkeiten aus Malerei und Musik für Arte, ORF, ZDF, 3sat sowie verschiedene ARD-Anstalten produziert. Für die meisten seiner Produktionen verantwortet Eisenschenk auch Buch und Regie.
Während der Studienzeit unternahm Eisenschenk erste ausgedehnte Reisen nach Indien und seither verbindet ihn eine „große Nähe zur indischen Kultur, zu dem Land, seinen Menschen, nicht zuletzt zu seiner großartigen Küche.“ In Fortführung seiner Filmdokumentation Auroville – eine andere Welt ist möglich (2013) über die 1968 gegründete internationale Gemeinschaft im Süden Indiens entstand das Buch Experiment Auroville: Leben auf eigene Gefahr, das im Oktober 2016 veröffentlicht wurde.

## Filmografie
- 1988: Ich habe immer Glück gehabt – TV-Portrait des Komponisten Gottfried von Einem
- 1989: Der Wolkenkratzer – Filmportrait über den deutsch-amerikanischen Architekten Helmut Jahn
- 1991: Die Erben Mozarts – Die Stadt Salzburg und die Erblast ihrer drei Mozartinstitutionen – 150 Jahre Mozarteum[4]
- 1992: Nur Don Giovanni speist alleine – TV-Reportage über die Salzburger Festspiele
- 1992: Auch Edelweiss ist nur eine Blume – Mythos und Wirklichkeit der Trapp-Familie und die Geschichte des Welterfolgs „Sound of Music“[5][6]
- 1999: Ein Museum entsteht (über die Entstehung des Museums „Deutsche Guggenheim Berlin“)
- 1999: Der Mann im Papieranzug (über den Künstler James Rosenquist)
- 2004: Mythos Moderne – Musik des 20. Jahrhunderts
- 2004: Grenzklänge – Das Phänomen G. Ligeti[7]
- 2005: Zukunftsoper – Oper mit Zukunft?
- 2005: Wolfgang Wer?“[8][9] Spieldokumentation Wolfgang Amadeus Mozart
- 2006: Kennen Sie Bruckner? Michael Heltau auf Spurensuche[10]
- 2007: Ein Turmbau zu Kassel? Documenta 12
- 2007: Eine Frage der Ehre? Das Duell
- 2007: Pianist und mehr – Markus Hinterhäuser[11]
- 2008: Heute schon Haydn gehört?[12]
- 2008: Warum gerade ich? Die Macht des Schicksals
- 2009: Die Macht im Parkett – Das Publikum[13]
- 2010: Alles ist möglich – die Wiener Kammerspiele
- 2010: Der letzte Akt – le nu absolu[14]
- 2012: Begierde und Sehnsucht – Arthur Schnitzler[15][16]
- 2012: Gustav Klimt  der Geheimnisvolle[17][18][19]
- 2013: Eros, Tod und die Musik – das Phänomen der musikalischen Berührung[20]
- 2013: Auroville – eine andere Welt ist möglich[21]
- 2014: Nicht nur Frankenstein - der Komponist HK Gruber[22]
- 2015: Aus der Stille – die Heilkraft der Klänge[23][24][25]
- 2017: Egon Schiele[26][27]
- 2022: Das dunkle Geheimnis des Herrn Paganini – Sagenhaftes zur Geschichte der Saiten, Doku 52 Minuten, Arte/ORF
- 2023: Kosmos Ligeti – Dokumentation zum 100. Geburtstag von György Ligeti, 52 Minuten, ZDF/Arte/Orf
- 2025: Kurt Schwertsik im Wunderland - Dokumentation zum 90. Geburtstag des Komponisten, 45 Minuten

### Kurzspielfilm
Im Rahmen der ORF-BR-Sendeleiste „Fortsetzung folgt nicht“ (entstanden zwischen 1993 und 1996):
- Das Austauschkind
- Fidan
- Die Wikinger
- Wo das Glück hinfällt

### Reise/Kultur-Dokumentation
„Die großen Straßen der Welt“ (Filmreise-Features zu je 45 Minuten Länge – entstanden zwischen 1990 und 1993)
- Ins rote Zentrum – Australien
- Die Wüste ist das Paradies – Baja California (Mexico)
- Die Insel der schweigenden Steine – Irland
- Die Loire – Frankreich
- Eine andere Wirklichkeit – Schottland
- Mille Miglia – Italien
- Thüringen
- Dänemark
- Camino Santiago (Nordspanien)

## Auszeichnungen
Golden Prague Festival 2023: "Das dunkle Geheimnis des Herrn Paganini"  Zitat: Czech Television Prize für Herbert Eisenschenks fesselnden Doku-Krimi rund um ein musikalisches Mysterium